# John Zorn's Cobra: Tokyo Operations '94
John Zorn's Cobra: Tokyo Operations '94 est un album de John Zorn paru sur le label Avant en 1995. Il s'agit d'une version live de Cobra jouée à Tokyo par des musiciens japonais. John Zorn lui-même est absent de cette prestation.

## Titres
| 1.    | Cobra 1 - Sensyo     | 6:07 |
| 2.    | Cobra 2 - Tomobiki   | 9:27 |
| 3.    | Cobra 3 - Senbu      | 8:08 |
| 4.    | Cobra 4 - Butsumetsu | 8:54 |
| 5.    | Cobra 5 - Taian      | 8:05 |
| 6.    | Cobra 6 - Shakko     | 9:54 |
| 50:35 |                      |      |